# Numerus Nidensium

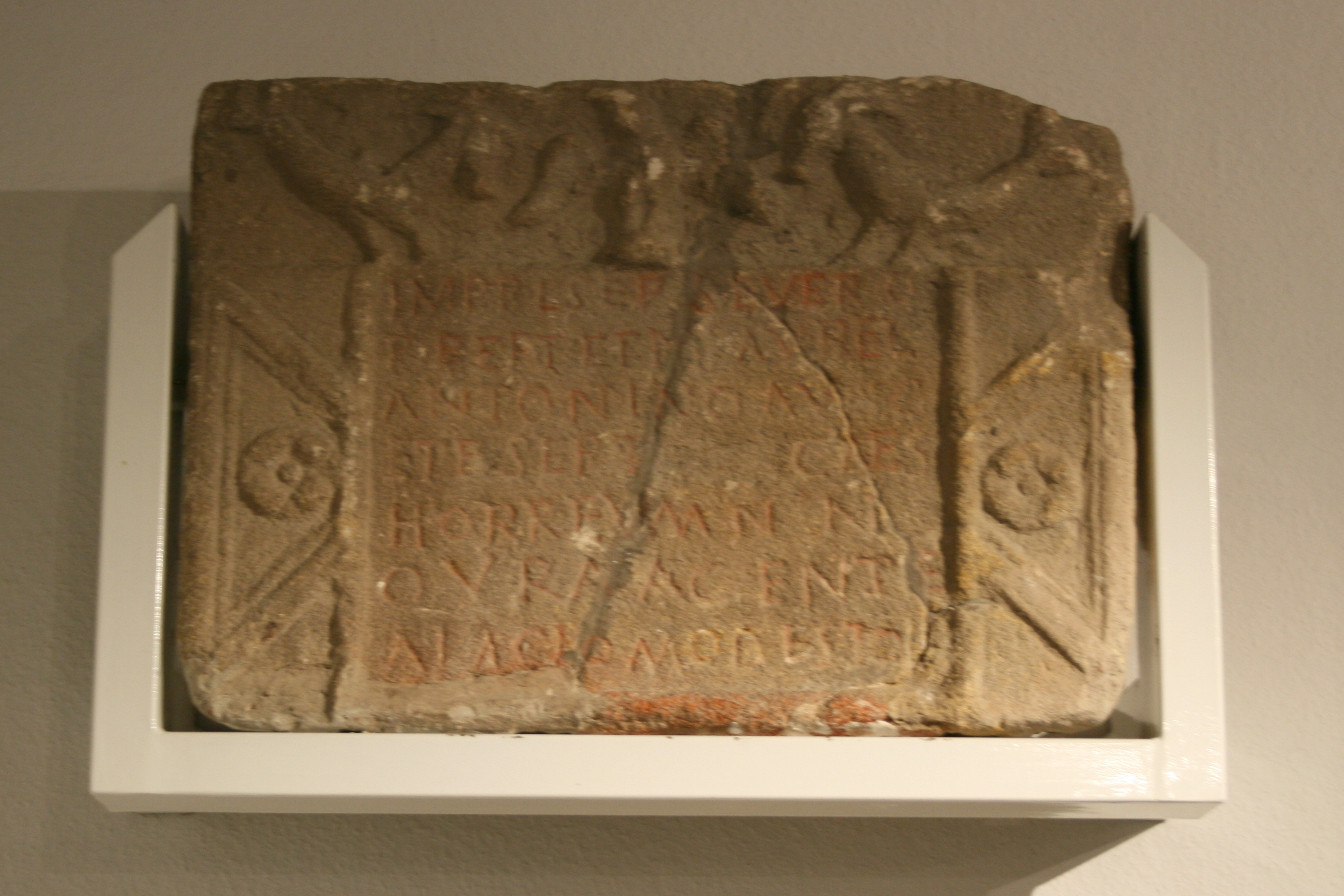
Die Inschrift

Der Numerus Nidensium war eine römische Auxiliareinheit, deren Existenz aus lateinischen Inschriften, die im Kastell Kapersburg gefunden wurden, erschlossen wird. Der Beiname Nidensium wird umstritten diskutiert.
Zu der Einheit gehörten Reiter (veredarii), so dass es sich bei dem Numerus zumindest um eine teilberittene Einheit gehandelt hat. Die Reiter wurden vermutlich für Patrouillen entlang der Grenze eingesetzt.

## Namensbestandteile
- N(idensium) bzw. N(?): Der (ergänzte) Zusatz Nidensium wird teils auf die Stadt Nida bezogen;[2] nach anderer Ansicht bezieht sich N(?) aber auf den antiken Namen des Kastells Kapersburg oder einen Ort in der Nähe des Kastells.[3] Beide Sichtweisen finden sich nach wie vor in der Forschung.[4]

## Geschichte
Der Numerus war in der ersten Hälfte des 3. Jh. n. Chr. in der Provinz Germania superior stationiert. Erstmals ist er durch die Inschrift (CIL 13, 07441 (4, p 125)) belegt, die auf 209 datiert wird. Die Einheit entstand vermutlich aus einer Vexillation, die aus abkommandierten Soldaten von anderen Auxiliareinheiten gebildet wurde.

## Standorte
Standorte des Numerus in Germania superior waren:
- Kastell Kapersburg: Zwei Inschriften, die sich eindeutig auf den Numerus beziehen, wurden hier gefunden.[6]

## Angehörige des Numerus
Ein Kommandeur des Numerus, Aiacius Modestus, ist durch die Inschrift (CIL 13, 07441 (4, p 125)) bekannt. Sein Dienstgrad wird in der Inschrift nicht genannt.